# Nookie
«Nookie» (рус. Перепихон) — песня рок-группы Limp Bizkit, выпущенная в качестве первого сингла из второго студийного альбома Significant Other. Сингл вышел 15 июня 1999 года на лейбле Interscope Records.

## Название и текст
«Песня звучит хорошо, однако мне не очень нравится её текст. Смешно, что рабочим названием песни во время её записи тоже было Nookie. Когда мы записывали данную песню в студии, там лежал порнографический журнал, на обложке которого было написано слово "nookie". Тогда я вскрикнул: "Давай назовём эту песню Nookie!". Я даже не думал, что кто-то из ребят согласится записывать подобную песню. Так что, это всё была моя вина.»— Уэс Борланд в интервью британскому журналу Kerrang в 2008 году
Данная песня, как и две другие — «Sour» и «Re-Arranged» — повествуют о проблемах Фреда Дёрста с его девушкой.

## Видеоклип
Во время съёмок видеоклипа на «Nookie» группа позволила принять в нём участие всем желающим фанатам. В основном в клипе показано, как Фред Дёрст гуляет по улице и поёт все куплеты. Во время припева же показано, как группа играет перед толпой поклонников.
В самом конце клипа Дёрста арестовывает полиция. Предположительно, события, произошедшие далее, можно видеть в клипе на песню «Re-Arranged».

## Список композиций
1. "Nookie"
2. "Counterfeit" (Lethal Dose Remix)
3. "Counterfeit" (Phat Ass Remix)
4. "Nookie" (клип)
5. "Faith" (клип)

## Критика
Уэс Гир, бывший гитарист рок-группы (hed) P.E., сказал, что песня не лучше, чем «Bartender», назвав её странной и глуповатой.